# 巴黎天主教大学
巴黎天主教大學（法語：Institut Catholique de Paris，縮寫：ICP）是位於法國巴黎的一所天主教大學，提供本科到博士的教育。校名有时也译为巴黎天主教学院，欧陆学术界口语习惯称呼这所历史悠久的学校La Catho. 学校颁发的文凭有教廷文凭（或称宗座文凭，diplôme canonique）、国家文凭（diplôme d' Eta）、学院文凭（diplôme universitaire/diplôme de l'institut，由该学院自行颁授之文凭）。在欧洲具有高声誉和历史传统的一所宗座大学，属于UDESCA（天主教高等教育机构联盟）成员，该学术联盟包括五个法国天主教学院-巴黎，里尔，里昂，昂热和图卢兹，同时是国际天主教大学联合会（FIUC）成员之一。校区座落于巴黎中心最精华地段rue Vaugirard和 rue d'Assas之内的高等学院。 La Catho以社会科学领域和神学领域的学术研究知名，许多天主教神职人员来此投身于高等学术研究；该校的法语教学也在全世界具有很高的声望，因此每年会有许多国际学生前来此校学习与进修法语。其高昂的学费和严格的办学政策，使得该校被视为是法国的贵族大学学校。在法国，天主校私立学校普遍被视为是富裕阶层子弟接受教育的场域，巴黎天主教大学是法国天主教教育体系中最高的学术机构，因此该校被人们视为拥是天主教信仰身份的菁英聚集地。尽管其知名校友中包含着众多天主教世界中的大主教与红衣主教，但该校并未强制入学学生必须拥有或是接受天主教信仰，该校仍然是遵守法国政府现行在教育系统中采取的世俗主义制，但它不改变校方以天主教信仰精神关怀和培育学生的神圣使命。

## 歷史
巴黎天主教大學歷史古老，於1875年創立，校址原是加尔默罗会的女修道院。1894年至1897年間原建築經過大規模翻修，1929年至1930年間再度翻修，第三次翻修發生於1932年至1933年間。

## 外部連接
- 官方网站（法文）
- 官方網站 （页面存档备份，存于）（英文）